# Porto Rico aux Jeux olympiques d'été de 2008
Porto Rico participe aux Jeux olympiques d'été de 2008 à Pékin.

## Athlètes engagés

### Athlétisme

#### Hommes
| Épreuve          | Athlète        | Séries      | Séries | Quarts de finale | Quarts de finale | Demi-finales | Demi-finales | Finale   | Finale |
| Épreuve          | Athlète        | Résultat    | Rang   | Résultat         | Rang             | Résultat     | Rang         | Résultat | Rang   |
| ---------------- | -------------- | ----------- | ------ | ---------------- | ---------------- | ------------ | ------------ | -------- | ------ |
| 400 mètres       | Félix Martinez | 46.46       | 7e     | -                | -                | -            | -            | -        | -      |
| 1 500 mètres     | David Freeman  | 3 min 39.70 | 10e    | -                | -                | -            | -            | -        | -      |
| 110 mètres haies | Héctor Cotto   | 13.72       | 6e Q   | 13.73            | 8e               | -            | -            | -        | -      |
| 400 mètres haies | Javier Culson  | 49.60       | 4e Q   | NC               | NC               | 49.85        | 8e           | -        | -      |

#### Femmes
| Épreuve    | Athlète         | Séries   | Séries | Quarts de finale | Quarts de finale | Demi-finales | Demi-finales | Finale   | Finale |
| Épreuve    | Athlète         | Résultat | Rang   | Résultat         | Rang             | Résultat     | Rang         | Résultat | Rang   |
| ---------- | --------------- | -------- | ------ | ---------------- | ---------------- | ------------ | ------------ | -------- | ------ |
| 200 mètres | Carol Rodríguez | 24.07    | 7e     | -                | -                | -            | -            | -        | -      |
| 400 mètres | Carol Rodríguez | 53.08    | 5e     | -                | -                | -            | -            | -        | -      |

### Boxe
| Athlète           | Catégorie                  | 16e de finale           | 8e de finale          | Quart de finale      | Demi-finale         | Finale              |
| Athlète           | Catégorie                  | Adversaire Résultat     | Adversaire Résultat   | Adversaire Résultat  | Adversaire Résultat | Adversaire Résultat |
| ----------------- | -------------------------- | ----------------------- | --------------------- | -------------------- | ------------------- | ------------------- |
| McWilliams Arroyo | Poids mouches (-51Kg)      | NC                      | Kalucza Victoire 14-6 | Laffita Défaite 2-11 | -                   | -                   |
| McJoe Arroyo      | Poids coqs (-54Kg)         | Vodopyanov Défaite 5-10 | -                     | -                    | -                   | -                   |
| José Pedraza      | Poids légers (-60Kg)       | Sipal Victoire 10-3     | Sow Défaite 9-13      | -                    | -                   | -                   |
| Jonathan Gonzalez | Poids super-légers (-64Kg) | Gheorghe Défaite 4-21   | -                     | -                    | -                   | -                   |
| Carlos Negron     | Poids mi-lourds (-81Kg)    | Ghorbani Victoire 13-4  | Shinaliev Défaite 3-9 | -                    | -                   | -                   |

## Liste des médaillés

### Médailles d'Or
| Sport            | Discipline | Sportifs | Performance |
| Médailles d'or : |            |          |             |

### Médailles d'Argent
| Sport                | Discipline | Sportifs | Performance |
| Médailles d'argent : |            |          |             |

### Médailles de Bronze
| Sport                 | Discipline | Sportifs | Performance |
| Médailles de bronze : |            |          |             |